# Jama Ojstro
Jama Ojstro je opuščen rudniški jašek za izkop premoga v Hrastniku, del sistema Premogovnika Trbovlje, ki je obratoval med letoma 1892 in 2007. Vanj vodi kamnit portal z napisom in rudarskimi znaki skozi kletni del stavbe hrastniškega gasilskega doma. Kot objekt tehniške dediščine je vpisan v register nepremične kulturne dediščine, vendar ni spomeniško zaščiten.
V zadnjem obdobju delovanja je jašek veljal za izredno nevarnega, v njem se je zgodilo več resnejših rudarskih nesreč, tudi odmevna nesreča 24. aprila 2001, v kateri je umrlo pet rudarjev. Z izkopom premoga v njem so zaključili avgusta 2007 in ga zaprli.